# 1291
1291 (MCCXCI) fue un año común comenzado en lunes del calendario juliano.

## Acontecimientos
- 18 de mayo - Caída de Acre, último bastión cristiano en Tierra Santa.
- 29 de noviembre - Jaime II y Sancho IV firman el tratado de Monteagudo.
- Se acuerda la Bundesbrief, primera carta federal que marca el inicio de la Antigua Confederación Suiza.

## Nacimientos
- 8 de febrero - Rey Alfonso IV de Portugal.
- 31 de octubre - Philippe de Vitry, poeta, compositor, diplomático francés.
- Papa Clemente VI

## Fallecimientos
- 18 de junio - Alfonso III de Aragón
- 15 de julio - Rodolfo I de Habsburgo.
- Guillermo de Beaujeu, Gran Maestre templario.
- Nuño González de Lara. Señor de la Casa de Lara e hijo de Nuño González de Lara el Bueno.